# Léon Devos (Radsportler)
Léon Devos (* 17. Januar 1896 in Ardooie; † 23. August 1963 ebenda) war ein belgischer Radrennfahrer.

## Sportliche Laufbahn
Devos war im Straßenradsport aktiv. Von 1919 bis 1927 war er Berufsfahrer. Er gewann zwei Monumente des Radsports. 1919 siegte er im Eintagesrennen Lüttich–Bastogne–Lüttich vor Henri Hanlet, 1923 war er Fünfter und 1920 Sechster geworden.
1922 siegte er in der Flandern-Rundfahrt. 1924 war er im Kampioenschap van Vlaanderen erfolgreich. 
Zweite Plätze holte Devos im Kampioenschap van Vlaanderen 1919 hinter Jules Vanhevel, im Etappenrennen Tour du Sud-Ouest 1925 und 1926 sowie im Gran Premio Pascuas 1927. Dritter wurde er 1927 im Circuit de la Vienne. In der Tour de France kam Devos 1926 auf den 25. Gesamtrang.